# Blair Imani
Blair Imani (nascida Blair Elizabeth Brown, 31 de outubro de 1993) é uma autora e historiadora muçulmana afro-americana queer. Ela foi diretora executiva da "Equality for HER", uma organização feminista já extinta. Ela é membro do movimento Black Lives Matter e é conhecida por seu ativismo no Twitter e Instagram, assim como por protestar contra a morte de Alton Sterling e a Ordem Executiva 13769. Imani teve seus textos publicados pelo HuffPost e pela VICE.
Imani ganhou reconhecimento por ter sido presa durante os protestos após a morte de Alton Sterling em Baton Rouge, Louisiana, e seu ativismo focado na interseccionalidade das identidades negra e muçulmana.

## Educação e carreira
Imani se formou na Universidade do Estado da Luisiana em 2015.
Em 2016, ela trabalhou como assessora de imprensa da Federação de Paternidade Planejada da América. Atualmente ela é Líder de Ação e Campanha Cívica na DoSomething.org, a maior empresa de tecnologia focada exclusivamente em jovens e mudanças sociais.
Imani é a autora de Modern HERstory: Stories of Women and Nonbinary People Rewriting History, livro publicado pela Ten Speed Press em 16 de outubro de 2018. O livro é ilustrado por Monique Le e "dá destaque para 70 pessoas de cor, queer, trans, deficiente e mais, que são ignoradas mas de grande importância, e que estão mudando o mundo neste exato momento."

## Ativismo em Baton Rouge

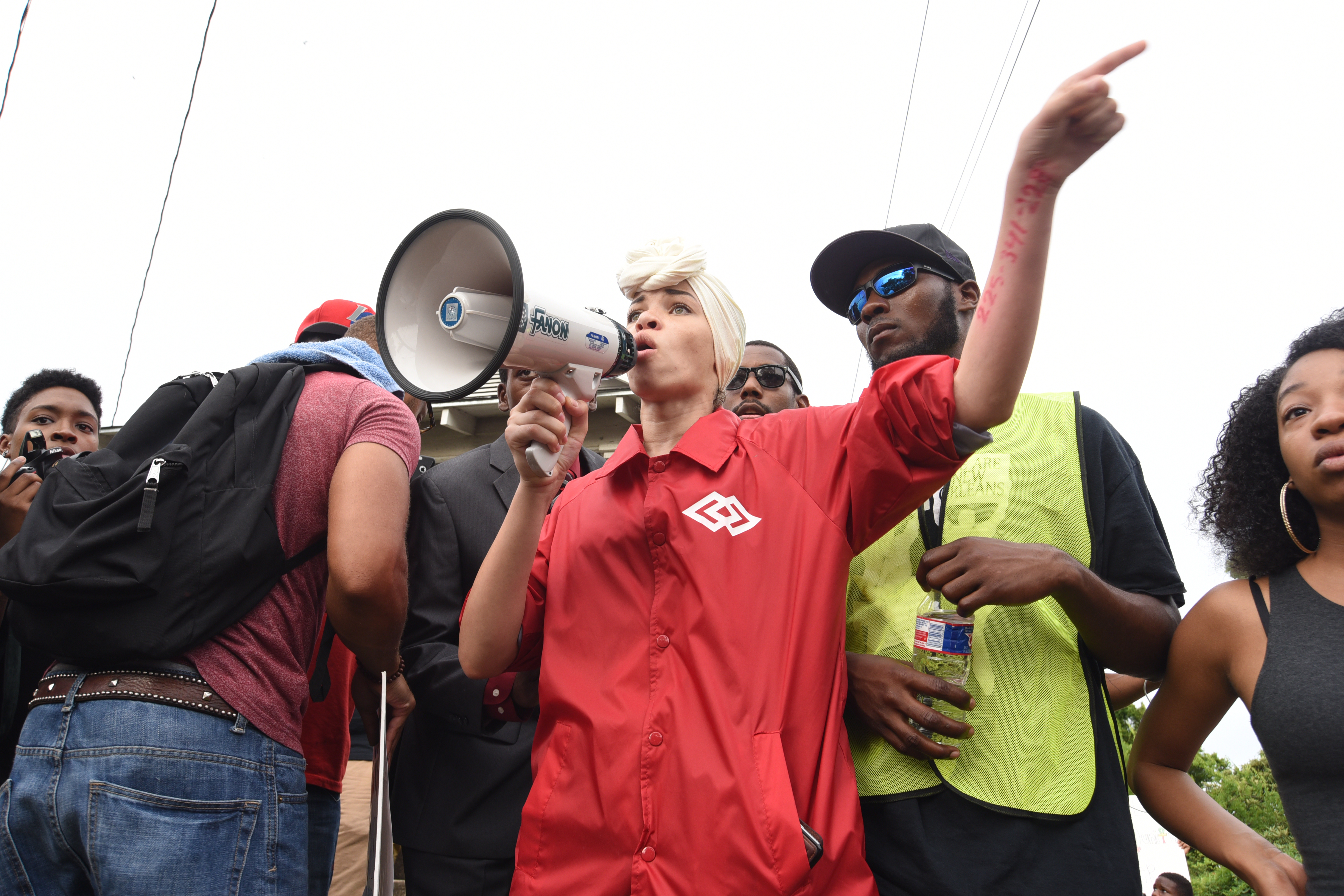
Blair Imani em um comício em Baton Rouge, protestando contra o a morte de Alton Sterling

No dia 10 de julho de 2016, após a morte de Alton Sterling, Imani participou de um protesto em Baton Rouge, Louisiana. Enquanto protestava, ela foi presa com seu companheiro, Akeem Muhammad. Em uma entrevista ao Intercept, Imani contou sobre seu encontro com os oficiais da SWAT de Baton Rouge. Ela alegou ter sido pisoteada e ameaçada verbalmente. Ela foi fotografada gritando ao ser levada por oficiais da força especial.
Enquanto estava sendo detida, um oficial ordenou: "vai com tudo", e outro oficial removeu seu hijab.
Menos de uma semana após sua prisão, Imani ajudou a organizar uma vigília junto à Associação de Estudantes da Universidade do Estado de Louisiana em resposta e em homenagem aos três policiais de Baton Rouge que haviam sido assassinados. Em um artigo no Advocate, ela disse que "[t]oda violência está errada" e que ela é contra todo tipo de brutalidade, incluindo a violência contra policiais.

## Identidade negra e muçulmana
Imani se converteu ao Islã em 2015, após sentir desconforto nas igrejas cristãs e encontrar consolo no Islã.
Descrevendo sua decisão de mudar de nome, ela explicou que escolheu o nome Imani "pois Imani significa 'minha fé' e é também um dos dias do Kwanzaa, além de ser uma palavra suaíli assim como uma palavra árabe, e eu senti que ela encapsulava minha jornada em direção ao Islã ".
Durante o período que antecedeu a eleição presidencial em 2016, Imani falou sobre a interseccionalidade entre as identidades negra e muçulmana.
Imani esperou um ano após a conversão para começar a usar o hijab e parou de usá-lo por um curto período após as eleições de 2016.
Ela apareceu no The Point da MSNBC, apresentado por Ari Melber no dia 2 de abril de 2017. No mesmo ano, junto do ativista Kwame Rose, ela participou da Conferência de Política Negra da Universidade Harvard, na Escola John F. Kennedy, durante a qual falou sobre interseções de identidade negra e muçulmana.
Em junho de 2017, Imani apareceu no Tucker Carlson Tonight, onde defendeu a existência de espaços seguros nos campi universitários para muçulmanos, pessoas LGBT e outras minorias, espaços "onde você pode ser você mesmo, sem medo de estar sendo vigiado, ser agredido ou assediado."
Em março de 2019, Blair apareceu em um projeto musical da SHAVONE intitulado "4C", com temas centrados na elevação de mulheres negras, beleza na diversidade e no movimento dos cabelos naturais.

## Vida pessoal
Imani se declarou abertamente queer em junho de 2017. Depois disto, ela disse ter recebido apoio "de muçulmanos queer e de jovens de todo o mundo" e que encontrou consolo na representação de muçulmanos LGBT na série The Bold Type.